# Edward Thornton (1817–1906)
Sir Edward Thornton, född den 13 juli 1817 i London, död den 26 januari 1906 i Chelsea, var en engelsk diplomat, son till Edward Thornton (1766–1852).

## Biografi

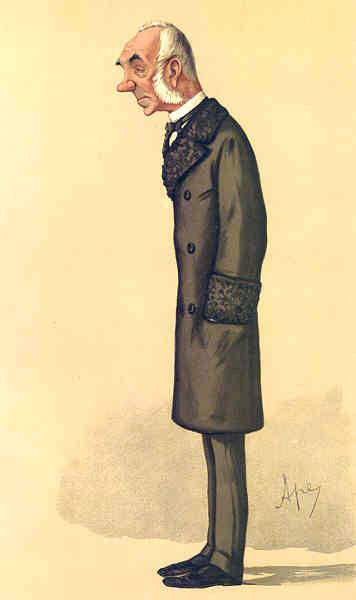
Edward Thornton, karikatyr i Vanity Fair 1886.

Thornton ingick 1842 på diplomatbanan, blev 1853 legationssekreterare i Mexiko, 1854 chargé d'affaires i Montevideo, 1857 minister i Buenos Aires, 1865 i Rio de Janeiro och 1867 i Lissabon, varifrån han samma år förflyttades 
till Washington, D.C.. Thornton slöt 8 maj 1871 fördraget i Washington om skiljedom i Alabamafrågan, erhöll 1870 knightvärdighet och förvärvade småningom i så hög grad amerikanernas förtroende, att han utsågs till skiljedomare i Förenta staternas konflikter om 
skadestånd med Brasilien 1870 och Mexiko 1873. Han blev 1881 lord Dufferins efterträdare som ambassadör i Sankt Petersburg, där han inlade stor förtjänst om fredlig avveckling av den afghanska gränskonflikten 1884-1885. Utnämnd till ambassadör i Konstantinopel december 1884, fick han först februari 1886 tillträda denna befattning, och då brittiska regeringen önskade, att hans ställföreträdare sir William Arthur White som specialist på bulgariska angelägenheter skulle leda avvecklingen av den genom furst Alexanders bortförande uppkomna konflikten, fick Thornton vika för denne och tog då avsked (1887). Hans son Edward Thornton (född 1856, död 1904) hade avancerat till brittisk minister i Centralamerika, då han där dukade under för det osunda klimatet.

### Webbkällor
- Thornton, 2. Sir Edward i Nordisk familjebok (andra upplagan, 1919)